# 3Com
3Com公司是曾经美国的一個企業和小型企業聯網解決方案供應商，提供網絡交換機，路由器，無線接取器，IP語音系統和入侵預防系統等產品。3Com由羅伯特·梅特卡夫博士於1979年創立。3Com名稱取自電腦（Computer）、通訊（Communication）與相容性（Compatibility）。2010年，它被惠普收购。

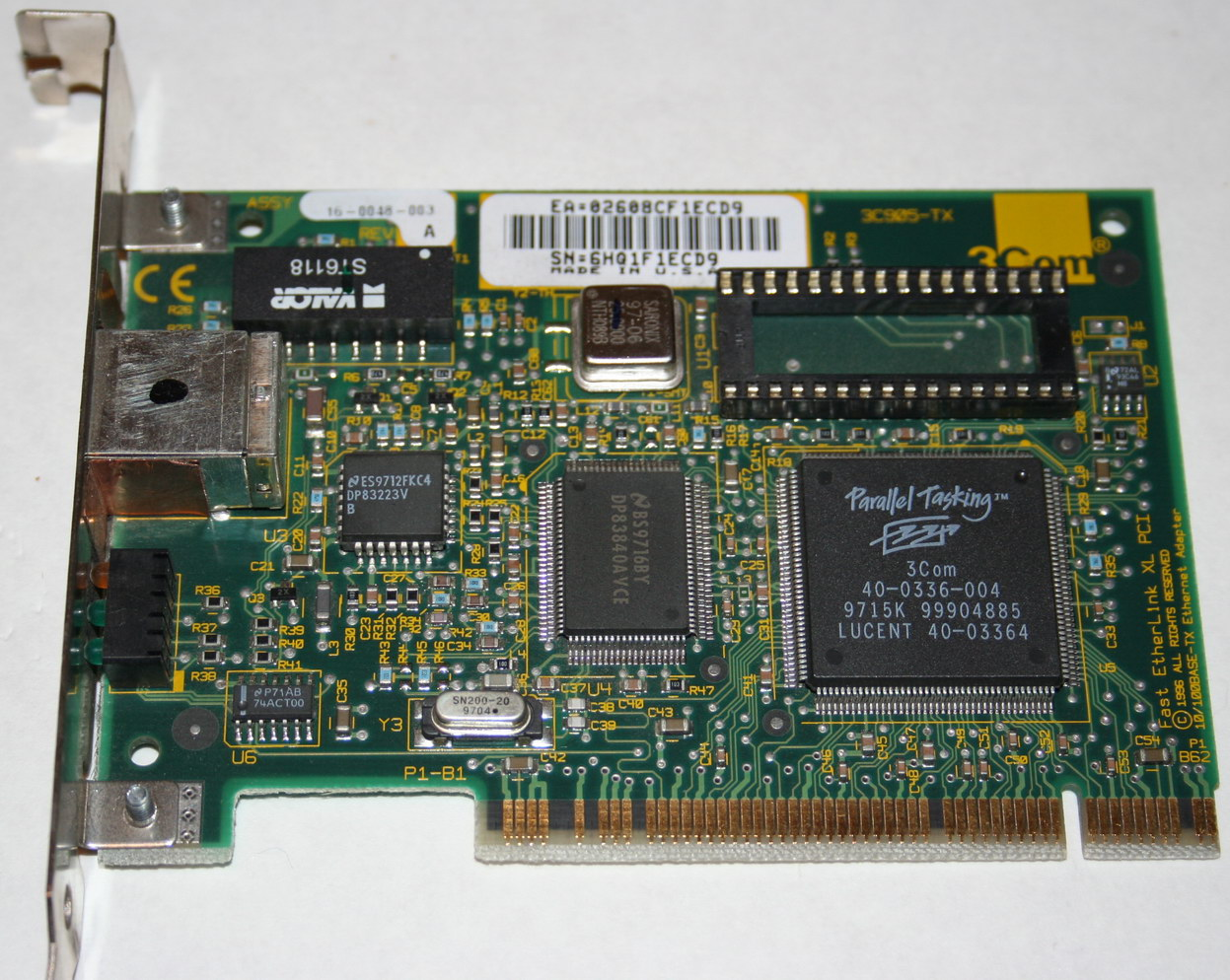
3Com 3c905-TX 網路卡（PCI介面）

## 公司歷史
在施樂公司帕洛阿爾托研究中心，羅伯特·梅特卡夫發明了以太網，並隨後於1979年共同創辦了3Com公司。3Com公司開始製作以太網適配卡80年代初的許多計算機系統，包括LSI- 11、IBM 個人電腦以及VAX - 11。在80年代中期，3Com公司將他們的以太網技術，品牌為EtherSeries，同時引入一系列軟件和個人電腦為基礎的設備共享服務提供較局域網使用XNS協議。這些協議是品牌EtherShare（用於文件共享）、EtherPrint（打印）、EtherMail（用於電子郵件 ）以及以太3270（為IBM的主機仿真）。
3Com公司的網絡軟件產品包括：
- 3+Share file and printer sharing.
- 3+Mail e-mail.
- 3+Remote for routing XNS over a PC serial port.
- NetConnect for routing XNS between Ethernets.
- (MultiConnect?) was a chassis-based multi-port 10Base2 Ethernet repeater.
- 3Server, a server-grade PC for running 3+ services.
- 3Station, a diskless workstation.
- 3+Open file and printer sharing (based on Microsoft's LAN Manager).
- Etherterm terminal emulation.
- Etherprobe LAN analysis software.
- DynamicAccess software products for Ethernet load balancing, response time, and RMON II distributed monitoring.

在1987年開始合併時3Com公司擴張其原有的精簡電腦和以太網產品橋接器。 在摩托羅拉 68000處理器和使用XNS協議的基礎上提供了一系列的設備，與3Com的Etherterm PC軟件。
- CS/1, CS/200 communication servers ("terminal servers")
- Ethernet bridges and XNS routers
- GS/1-X.25 X.25 gateway
- CS/1-SNA SNA gateway
- NCS/1 network control software running on a Sun2.

1997年，3Com公司合併U.S. Robotics和Palm, Inc.
1998年8月，Bruce Claflin被任命為3Com首席運營官 。
1999年，3Com公司收購位於波士頓的NBX公司，為小型和中小型企業提供基於以太網的電話系統。
2000年3月，因為與思科系統激烈的競爭，3Com公司退出了高端路由器業務。
在伺服器用網絡卡業務方面，在計算市場份額後，3Com公司排名第二，緊接英特爾之後 。
2001年1月，Bruce Claflin代替Eric Benhamou成為首席執行官。
2003年5月，3Com公司總部從矽谷聖克拉拉遷至馬薩諸塞州莫爾伯勒。
2009年11月11日，美國惠普科技公司宣佈，將以總價約27億美元的價格現金收購3Com公司。
2010年4月3日，惠普完成收购3Com。

## 外部連結
- 裕益科技 YU-YI Technology（页面存档备份，存于）